# ويل بريتين
ويل بريتين (بالإنجليزية: Will Brittain)‏ مواليد 5 مايو 1987 في شريفبورت، لويزيانا، الولايات المتحدة، هو ممثل أمريكي بدأ مسيرته الفنية سنة 2011. من أعماله كونغ: جزيرة الجمجمة.

## روابط خارجية
- ويل بريتين على موقع IMDb (الإنجليزية)
- ويل بريتين على موقع ألو سيني (الفرنسية)
- ويل بريتين على موقع أول موفي (الإنجليزية)
- ويل بريتين على موقع قاعدة بيانات الفيلم (الإنجليزية)
- ويل بريتين على موقع كينوبويسك (الروسية)